# لوکا اشپیک
لوکا اشپیک (اسلوونیایی: Luka Špik؛ زادهٔ ۹ فوریهٔ ۱۹۷۹) قایقران روئینگ اهل اسلوونی است.
وی در مسابقات کشوری و بین‌المللی در مجموع برندهٔ ۴ مدال طلا، ۳ مدال نقره، ۱ مدال برنز شده‌است.